# Quân đội nhà Lý
Quân đội nhà Lý là tổ chức quân đội của nhà Lý trong lịch sử Việt Nam, từ đầu thế kỷ 11 đến đầu thế kỷ 13. Hoạt động quân sự nhà Lý diễn ra ở cả phía nam, phía bắc; cả bên trong và ngoài biên giới. Lịch sử quân sự của đạo quân này nổi bật trong vai trò đánh bại quân Tống trong cuộc chiến tranh từ 1075 đến 1077, đánh bại nhiều cuộc tấn công từ Đế quốc Khmer, vương quốc Champa ở phía Tây và phía Nam

## Tổ chức
Quân đội của nhà Lý gồm có cấm quân đặt dưới sự chỉ huy trực tiếp của các tướng lĩnh dưới quyền chỉ huy của vua. Quân tại các địa phương gọi là lộ quân hay sương quân (quân ở phủ, châu); ngoài ra còn có hương binh ở đồng bằng và thổ binh ở miền núi. Những lần chinh phạt lớn, vua tự làm tướng hay cử các hoàng tử, thân vương làm nguyên soái chỉ huy. Lực lượng quân đội hùng hậu đó giữ vai trò rất quan trọng trong việc củng cố nhà nước về mặt đối ngoại, đã lập nên nhiều chiến công rực rỡ trong các cuộc chiến tranh bảo vệ đất nước.
Đội quân chuyên bảo vệ cung điện của nhà vua, đóng xung quanh kinh thành, gọi là thiên tử binh; mỗi đô 100 người, mỗi quân 2.000 người, cộng 20.000 người, đặt tên là Quảng Thành, Quang Vũ, Ngự Long, Phủng Nhật, Trừng Hải.
Năm 1059, đời vua Lý Thánh Tông, lại thêm sáu quân nữa. Cấm quân bấy giờ gồm có 16 quân, tổng cộng 32.000 người. Tên quân cũng đặt lại như sau: Ngự Long, Vũ Thắng, Long Dực, Thông Điện, Phủng Thánh, Bảo Thắng, Hùng Lược, Vạn Tiệp.
Tất cả cấm quân đều thích trên trán 3 chữ "Thiên Tử Quân". Đứng đầu các tướng phụ trách cấm quân là chức thiếu úy. Toán quân trực ở trước điện vua do điện tiền đô chỉ huy sứ chỉ huy. Các vệ thì có các cấp tướng như: Tả hữu kim ngô vệ tướng quân, Kim ngô độ lãnh binh sứ, Tả hữu vệ tướng quân, Đinh thắng thượng tướng quân, Đại tướng quân, Tướng quân.
Quân đội nhà Lý đã đạt đến một trình độ tổ chức và huấn luyện khá cao. Quân đội phiên chế thành các đơn vị: Quân, vệ và bao gồm các binh chủng: bộ binh, thủy binh, kỵ binh, tượng binh. Trang bị quân đội, ngoài các loại vũ khí như giáo mác, cung nỏ, khiên v.v.. còn có thêm máy bắn đá.
Để huy động quân đội, nhà Lý ra quy định, các trai tráng từ 18 tuổi trở lên được biên tên vào cuốn sổ vàng, gọi là hoàng nam, từ 20 tuổi trở lên gọi là đại hoàng nam. Luật còn quy định cấm nuôi tư nô và những người đến tuổi hoàng nam; người che giấu đại hoàng nam sẽ bị trị tội. Trong thời bình, những người đăng lính vẫn được ở nhà cày bừa, mỗi tháng mới phải đi phiên một kỳ ngắn. Đó là chính sách ngụ binh ư nông (giữ quân lính ở nhà nông) vừa đảm bảo số quân cần thiết phòng khi có chiến tranh xảy tới. Chỉ những người đủ sức khỏe thì đi luyện tập khi đến hạn, những người già yếu, tàn tật hay ốm yếu thì chỉ biên tên vào sổ, khi có việc mới gọi đến. Các chức chỉ huy quân đội có: Đô thống, Nguyên soái, Thống quản, Thượng tướng, Đại tướng, Đô tướng. Con cháu nhà quan lại quý tộc cũng phải thành thạo cưỡi ngựa bắn cung. Vua cho xây trường bắn ở phía Nam Hoàng thành, gọi là xạ đình, thường xuyên cho diễn tập bắn, tập trận ở đó.
Học theo phép tổ chức quân sự của nhà Lý, Tri châu đất Hoạt của nhà Tống là Thái Duyên Khánh đã phỏng theo cách tổ chức này đối với quân đội do mình quản lý và được vua Tống khen ngợi.

## Các chiến dịch quân sự

### Dẹp các dân tộc thiểu số
Năm 1038, châu Quảng Nguyên (nay thuộc tỉnh Cao Bằng và Lạng Sơn) có Nùng Tồn Phúc làm loạn, tự xưng là Chiêu Thánh Hoàng Đế, đặt quốc hiệu là Trường Sinh, đắp thành, luyện quân, không nộp cống cho nhà Lý nữa. Vì vấn đề thống nhất quốc gia và để ngừa trước không cho xảy ra tình trạng hùng cứ địa phương, nên năm 1039, Lý Thái Tông thân chinh đi đánh dẹp, bắt được Nùng Tồn Phúc đem về kinh xử tội. Vua xuống chiếu phủ dụ toàn dân:
Trẫm từ khi làm chủ thiên hạ tới nay, các bề tôi văn võ, không người nào dám bỏ tiết lớn; phương xa cõi lạ, không nơi nào không thần phục. Mà họ Nùng đời này qua đời khác cũng giữ yên bờ cõi được phong, hằng năm đều nộp cống phẩm.
Nay Tồn Phúc càn rỡ, tự tôn tự đại, tiếm xưng vị hiệu, ban hành chính lệnh, tụ tập quân ong kiến, làm hại dân biên thùy. Vì thế, trẫm cung kính thi hành mệnh trời trách phạt, bắt được bọn Tồn Phúc, gồm 5 người, đều đem chém đầu ở chợ
Nùng Tồn Phúc bị bắt sống còn A Nùng (vợ Nùng Tồn Phúc) và con là Nùng Trí Cao chạy thoát. Năm 1041, Nùng Trí Cao cùng với mẹ từ động Lôi Hỏa về châu Thảng Do (gần Quảng Nguyên) lập ra nước Đại Lịch. Thái Tông cho quân đi đánh, bắt được Trí Cao đem về kinh. Nhưng vua nghĩ trước đã giết cha, nay thương tình không giết, tha cho về và phong cho làm Quảng Nguyên mục. Tình hình được tạm yên.
Năm 1044, Nùng Trí Cao về chầu vua Lý ở Thăng Long. Nhưng năm 1048, Nùng Trí Cao làm phản, chiếm động Vật Ác (tây bắc Cao Bằng). Vua sai quan thái úy Quách Thịnh Dật đem quân đi đánh nhưng không thắng được. Năm 1052, Nùng Trí Cao đem 5.000 quân đánh lấy Ung Châu, rồi chiếm hết vùng đất ở Quảng Đông, Quảng Tây, tự xưng là Nhân Huệ Hoàng đế, đặt quốc hiệu Đại Nam. Nhà Tống lo sợ. Vua Lý biết quân lực nhà Tống yếu, vờ xin đem quân sang giúp. Vua Tống đồng ý. Nhưng Địch Thanh là tướng có kinh nghiệm can đi. Vua Tống không nhờ quân nhà Lý nữa.
Năm 1053, Địch Thanh cầm quân đi đánh Trí Cao. Trí Cao chống cự không nổi, phải rút quân. Trí Cao cử Lương Châu đến triều đình Lý xin cứu viện, nhà Lý muốn nhân đó, kiềm chế cuộc tiến quân của nhà Tống, bèn cử chỉ huy sứ Vũ Nhị đem quân lên giúp. Nhưng quân Trí Cao vẫn không tiến thêm được bước nào. Thất bại liên tiếp, Trí Cao phải chạy sang nước Đại Lý, sau đó dẫn tộc thuộc và thuộc hạ di cư vào đất Chiêm Thành và sinh sống ở đó.

### Đánh Chiêm Thành
Năm 1011, sau khi Lý Thái Tổ lên ngôi vua thì Chiêm Thành chịu cống, nhưng chỉ được ít năm. Hè năm 1043, lại còn cho quân tới quấy phá ở ven biển. Năm 1044, vua Thái Tông thân chinh vào Chiêm quốc, giết chúa Sạ Đẩu, bắt 30 con voi, 5000 dân và giết gần ba vạn người không kể số cung nhân, nhạc nữ đem về nước.
Thái Tông thấy, hạ lệnh cấm không được giết người Chiêm Thành, ai làm trái sẽ trị tội. Vua kéo quân vào kinh đô Trà Bàn (Vijaya), bắt cung nhân, nhạc nữ rất nhiều đem về cho vua. Từ đấy Chiêm Thành chịu thần phục nhà Lý cho đến những năm cuối thập niên 1060.
Năm 1069, Lý Thánh Tông thân chinh Chiêm Thành. Quân sĩ gồm 5 vạn. Lý Thường Kiệt được chọn làm Đại tướng quân và đi tiên phong. Ba ngày sau, vua xuống thuyền xuất quân, giao quyền bính cho Nguyên phi Ỷ Lan và Thái sư Lý Đạo Thành. Quân Đại Việt đã vào lấy được Trà Bàn nhưng vua Chiêm Thành trốn thoát. Lý Thường Kiệt đem quân đuổi bắt vua Chiêm nhưng chưa bắt được. Sợ vắng mặt lâu, trong nước dân sự không yên, nên đưa một phần quân về nước. Về dọc đường, được tin Ỷ Lan coi nội trị giỏi, khiến nhân hòa hợp, cõi nước yên lặng. Vua tự nghĩ rằng: "kẻ kia là đàn bà, còn giỏi như thế, ta là đàn ông, há lại vụng về sao?" Rồi vua quay trở lại đánh và thắng.
Sau khi bắt được Chế Củ (Rudravarman 3), vua Lý đãi yến quần thần tại điện vua Chiêm.
Chế Củ xin dâng đất chuộc tội, vua Lý bằng lòng. Ba châu Bố Chính, Đại Lý, Ma Linh thuộc Chiêm Thành từ đó sáp nhập về Đại Việt. Nay là địa phận tỉnh Quảng Bình và phía Tây tỉnh Quảng Trị. Chế Củ được tha về nước.
Năm 1103, ở Diễn Châu (thuộc Nghệ An), có Lý Giác làm phản. Lý Thường Kiệt đích thân đi dẹp giặc. Lý Giác thua, chạy sang Chiêm Thành, đem quốc vương là Chế Ma Na qua đánh lấy lại 3 châu: Địa Lý, Ma Linh, Bố Chính. Nhưng năm sau, vua Lý Nhân Tông sai Lý Thường Kiệt vào đánh Chiêm Thành, Chế Ma Na thua xin hàng, trả lại 3 châu như cũ.

### Chống đế quốc Khmer (Chân Lạp)
Thế kỷ 11 và thế kỷ 12 là thời kỳ rực rỡ và hùng mạnh nhất của Đế quốc Khmer. Vua Suryavarman II trị vì đã bành trướng và xâm lược hầu hết các tiểu quốc ở Đông Nam Á lục địa, lãnh thổ của đế chế phía Bắc vươn tới Luangprabang (Lào), phía Tây tới vương quốc Pagan (Myanmar), phía Nam tới Malaysia, phía Đông xâm chiếm miền bắc Champa năm 1145, sau khi xâm chiếm thành công bắc Champa vua Suryavarman II quyết định xâm lược Đại Việt với một đội quân hùng hậu 10 vạn người bao gồm cả quân Champa đã hàng tiến đánh ra khu vực Hà Tĩnh, tuy nhiên Suryavarman II gặp phải tướng nhà Lý là Tô Hiến Thành đánh bại. Liên quân Khmer-Champa đã bị đánh tan tại Hà Tĩnh, Suryavarman II chết tại trận. Cũng chính nhờ sự kiện này mà Champa đã đánh đuổi được người Khmer ra khỏi miền Bắc của họ vào năm 1150

### Chống Tống

#### Đánh phá đất Tống
Để chuẩn bị chống Tống, trước mắt phải đánh Chiêm Thành, nhằm cảnh cáo nước này đã dựa vào nhà Tống, không những đã cắt đứt quan hệ với Đại Việt mà còn đem quân quấy phá vùng biên giới hai nước vào năm 1069 như đã nói ở trên.
Sau khi chinh phục Chiêm Thành, thanh thế Đại Việt rất lớn khiến nhà Tống phải kiêng nể. Năm 1068, khi Tống Thần Tông lên cầm quyền, triều đình nhà Tống lâm vào tình trạng khủng hoảng toàn diện. Năm 1069, Vương An Thạch làm tể tướng, đề ra chính sách cải cách kinh tế, "...làm dân bớt bị quấy, thêm giàu; làm quốc khố dồi dào, làm binh lực nước mạnh." nhằm cứu vãn tình thế khó khăn trong nước và sự uy hiếp của hai nước Liêu – Tây Hạ ở phía bắc và tây bắc Trung Quốc, đồng thời có ý đồ mở rộng biên cương xuống phía nam. Theo kế hoạch trên "nếu thắng, thế Tống sẽ tăng, và các nước Liêu – Hạ sẽ phải kiêng nể".
Vương An Thạch thực hiện cải cách, nhưng khi đem ra thực hiện thì Tân pháp gặp phải rất nhiều sự chống đối trong nước, nhất là các tầng lớp quý tộc và quan lại và nho sĩ. Tháng 6 năm 1074, Vương An Thạch không làm được gì, xin từ chức. Nhưng tình hình càng phức tạp hơn. Tháng 3 năm 1075, Vương An Thạch lại được vua Tống triệu về chấp chính.
Đại Việt, từ lâu đã là mục tiêu của nhà Tống muốn chiếm. Theo Vương An Thạch là "đánh lấy nước yếu để dọa nước mạnh". Triều đình nhà Tống ra lệnh cho các tướng tá phòng thủ phía nam chuẩn bị lương thực, bắt lính, đóng chiến thuyền và tổ chức tập trận. Nhà Tống còn mua chuộc các thủ lĩnh bộ tộc thiểu số vùng biên giới, hòng làm suy giảm tiềm lực kháng chiến của Đại Việt.
Lý Thường Kiệt tâu vua Lý Nhân Tông gửi công hàm tới triều đình Tống đòi lại Nùng Thiện Mỹ và 700 bộ thuộc đã trốn sang đó; mặt khác ông tâu vua: "Ngồi im đợi giặc, không bằng đem quân ra trước để chặn thế mạnh của giặc".
Triều đình tán thành. Thế là cuộc chuẩn bị đánh Tống được thực hiện. Với một đội quân từ 6 tới 10 vạn người, chia làm hai đạo thủy và bộ, do Lý Thường Kiệt tổng chỉ huy, nhằm tiêu diệt các cứ điểm quân sự của Tống ở các trại biên giới, cửa biển Khâm Châu, Liêm Châu, Ung Châu.
Ngày 27 tháng 10 năm 1075, Đại Việt tấn công vào đất Tống. Trước khi ra quân, Lý Thường Kiệt tuyên bố:
Trời sinh ra dân chúng, vua hiền ắt hòa mục. Đạo làm chủ dân, cốt ở nuôi dân. Nay nghe vua Tống ngu hèn, chẳng tuân theo khuôn phép thánh nhân, lại tin kế tham tà của Vương An Thạch, bày những phép "thanh miêu", "trợ dịch", khiến trăm họ mệt nhọc lầm than mà riêng thỏa cái mưu nuôi mình béo mập.
Bởi tính mệnh muôn dân đều phú bẩm tự trời, thế mà bỗng sa vào cảnh éo le độc hại. Lượng kẻ ở trên cố nhiên phải xót, những việc từ trước, thôi nói làm gì nữa.
Nay bản chức vâng mệnh quốc vương chỉ đường tiến quân lên bắc, muốn dẹp yên làn sóng yêu nghiệt, chỉ có ý phân biệt quốc thổ, không phân biệt chúng dân. Phải quét sạch nhơ bẩn hôi tanh để đến thuở ca ngày Nghiêu, hưởng tháng Thuấn thăng bình.
Ta nay ra quân, cốt để cứu vớt muôn dân khỏi nơi chìm đắm. Hịch văn truyền tới để mọi người cùng nghe. Ai nấy hãy tự đắn đo, chớ có mang lòng sợ hãi.
(Bản dịch của Trần Văn Giáp, trích Thơ văn Lý Trần – tập 1).
Lý Thường Kiệt tập trung thủy quân ở Vĩnh An và bộ quân ở dọc biên thùy các châu: Quảng Nguyên, Môn, Quang Lang và Tô Mậu. Khí giới thì ngoài cung nỏ, trường thương, còn có tên tẩm thuốc độc và máy bắn đá, chiến thuyền và voi.
Đạo quân thuộc các bộ tộc thiểu số và một số đạo chính binh, do Tôn Đản chỉ huy, được lệnh xuất quân trước, chia thành nhiều ngả vượt biên giới tiến chiếm các trại Vĩnh Bình, Thái Bình, Hoành Sơn châu Tây Bình, Lộc Châu. Một cánh quân khác đóng gần biên giới Khâm Châu cũng kéo tới đánh các trại Như Hồng, Như Tích và Đề Trạo.
Lý Thường Kiệt dẫn đại quân đi đường thủy, từ châu Vĩnh An (Móng Cái) tới Khâm Châu và Liêm Châu. Ngày 30 tháng 12 năm 1075, quân Đại Việt chiếm Khâm Châu, bắt toàn bộ quan quân. Ngày 2 tháng 1 năm 1076, Liêm Châu cũng mất. Tám nghìn quân Tống bị bắt làm phu khiêng vác. Chiếm xong Khâm Châu và Liêm Châu, Lý Thường Kiệt dùng chính sách "phủ dụ" để nêu danh nghĩa làm yên lòng dân Tống, ông sai yết bảng dọc đường kể tội quân Tống. Lời lộ bố nói rằng:
Quan coi châu Quế đã kiểm điểm dân các động và dã tuyên bố rõ rằng muốn sang đánh Giao Chỉ.
Khi được tin 2 châu Khâm, Liêm đã mất, nhà Tống rất lo ngại, hoang mang. Ty kinh lược Quảng Nam tây lộ vội vã xin viện binh: 20.000 quân, 3.000 con ngựa, xin thêm khí giới, đồ dùng và một tháng lương, và xin được điều động các dân khê động, tất cả lấy dọc đường từ Biện Kinh đến Quảng Tây. Để điều khiển quân được mau chóng còn xin dời đến thành Tượng, gần phía bắc Ung Châu.
Vua Tống cách chức Lưu Di và sai Thạch Giám thay coi Quế Châu và làm kinh lược sứ Quảng Tây.
Trên các mặt trận, quân Lý hoàn toàn làm chủ. Lý Thường Kiệt cho đạo quân ở Khâm Châu và Liêm Châu tiến lên phía bắc. Đạo đổ bộ ở Khâm Châu kéo thẳng lên Ung Châu. Còn đạo đổ bộ ở Liêm Châu tiến sang phía đông bắc, chiếm lấy Bạch Châu, để chặn quân tiếp viện của Tống từ phía đông tới. Ngày 18 tháng 1 năm 1076, hai đạo quân cùng hội lại tạo thành một sức tiến công bão táp và bất ngờ vây chặt lấy Ung Châu.
Ung Châu là một thành lũy kiên cố, do tướng Tô Giám cùng với 2.800 quân cương quyết cố thủ; để chờ quân các châu và quân triều đình tới tiếp cứu. Cuộc chiến đấu ở thành Ung Châu, bởi thế, rất gay go, quyết liệt.
Ngày 11 tháng 2 năm 1076, Trương Thủ Tiết từ Quảng Châu đem quân tới cứu viện; bị chặn đánh ở ải Côn Lôn (phía bắc Ung Châu) cách Ung Châu 40 km. Quân Tống thua chạy, nhiều quân đầu hàng. Trương Thủ Tiết và nhiều tướng bị giết. Thành Ung Châu tiếp tục bị vây hãm. Quân Đại Việt dùng máy bắn đá nhằm bắn vào trong thành. Quân của Tô Giám có cung thần tí, bắn một phát được nhiều tên, giết nhiều quân và voi của Đại Việt. Lý Thường Kiệt ra lệnh cho quân chiếm thành. Nhưng thành cao và chắc, phải dùng vân thê (thang bắc truyền nối nhau) rất cao, leo lên thành, nhưng không tiến thêm được. Lại phải dùng kế đào đường hầm, chui vào thành, cũng không vào được. Sau dùng hỏa công, bắn các chất cháy như nhựa thông vào thành. Trong thành thiếu nước, không thể chữa cháy.
Sau 42 ngày công phá mà không phá được, cuối cùng phải dùng thổ công; lấy đất bỏ vào bị, xếp chồng lên nhau, thành bậc thềm để lên thành. Quân Lý nối tiếp nhau trèo lên, lọt vào trong thành. Đó là ngày 1 tháng 3 năm 1076.
Lý Thường Kiệt sai phá thành Ung Châu, lấy đá lấp sông để ngăn ngừa quân cứu viện của địch. Ông tiếp tục tiến lên phía bắc, lấy Tân Châu. Viên quan coi Tân Châu, thấy Đại Việt kéo quân gần đến thành, bỏ thành chạy trốn.
Sau khi Ung Châu thất thủ. Mộng của Vương An Thạch tan tành như mấy khói. Dư luận xôn xao ở khắp nơi rất bất lợi cho Thạch. Các triều thần nhao nhao phản đối vì "ai cũng biết Thạch là chủ mưu và hoàn toàn phải chịu trách nhiệm". Tuy nhiên, Vương An Thạch vẫn tìm mọi cách để tự bào chữa: "Đáng lẽ, ta phải đánh khi Càn Đức (Lý Nhân Tông) mới lập. Bấy giờ, các khê động đều muốn nội phụ. Nếu lúc ấy ta muốn đánh Giao Chỉ, thì chỉ cần hai vạn tinh binh, chọn năm, sáu tướng vừa vừa, là có thể làm xong chuyện." Thạch còn nói thêm: Tôi, khi trước thấy Giao Chỉ đánh Ung Châu chưa hạ được, trong nước chúng bỏ hoang; nên tính có thể hành động chóng mà đánh úp ở hậu phương nó. Làm như thế, thì ta không cần đánh quân nó đương cướp ở nước ta, mà chúng cũng bị tan. Sau khi Ung Châu mất, sự đánh úp chúng không thể bàn đến nữa".
Cuộc hành quân thần tốc của Lý Thường Kiệt nhằm đánh phủ đầu vào đất Tống – trước khi Tống định đánh chiếm Đại Việt – đã làm đảo lộn kế hoạch của nhà Tống, khiến họ phải chùn bước; đang từ thế chủ động rơi vào thế thụ động; vì thế cuộc đánh phục thù và có ý đồ xâm lăng nước Đại Việt của Tống đành phải lùi lại một thời gian nữa mới có thể thực hiện. Vương An Thạch không kịp chờ kết quả của cuộc phát binh trả thù mà mình đã chủ mưu. Tháng 10 năm 1076, tể tướng Vương An Thạch phải từ chức.

#### Đánh Tống trên đất Đại Việt
Khi mục tiêu của cuộc "hành quân" đã đạt được, Lý Thường Kiệt ra lệnh cho toàn bộ quân sĩ nhanh chóng rút về nước, chuẩn bị cuộc kháng chiến mới, chống Tống sắp sửa kéo xuống xâm lăng.
Ngày 9 tháng 3 năm 1076, vua Tống cử Quách Quỳ làm An Nam đạo hành doanh mã bộ quân tổng quản chiêu thảo sứ, Triệu Tiết làm phó, cầm quân sang đánh Đại Việt.
Với một đạo quân hùng hậu hơn 10 vạn người, do chính tướng từng có kinh nghiệm chiến đấu chống quân Liêu – Hạ từ phía bắc xuống, đặt dưới sự chỉ huy của Quách Quỳ.
Đại quân Tống kéo xuống, tập trung tại Ung Châu, chia ra đóng ở các thành, trại, dọc theo biên giới. Cuối tháng 8 năm 1076, những cánh quân Tống đã đột nhập vào đất Đại Việt, do Thẩm Khởi cầm đầu, đánh chiếm châu Vĩnh An. Tháng 10, Yên Đạt đánh vào châu Quảng Nguyên, một vị trí chiến lược.
Lưu Kỷ đốc thúc 5.000 quân cự chiến, nhưng đến ngày 1 tháng 1 năm 1077, Quảng Nguyên bị mất. Ngày 8 tháng 1 năm 1077, Quách Quỳ dẫn đại quân từ Tư Minh, Bằng Tường theo đường qua ải Nam Quan đánh vào ải Quyết Lý, bị quân do phò mã Thân Cảnh Long chỉ huy chặn lại ở đây. Quân Tống không thể tiến, Quỳ sai cung thủ lấy nỏ bắn vào voi. Voi sợ, quay chạy, xéo lên quân Lý. Quân Lý tan vỡ, Quyết Lý mất. Ở mặt tây, Khúc Trân rời Quảng Nguyên, tiến quân sang đông nam đánh Môn Châu. Ở mặt đông, quân Tống từ các Lộc Châu, Tư Lang tiến vào Tô Mậu. Quân Tống đóng trên một tuyến dài khoảng 30 km từ bến đò Như Nguyệt đến gần núi Nham Biền.
Bờ nam là quân Đại Việt trấn ngự. Dòng sông Như Nguyệt (sông Cầu) trở thành chiến tuyến thiêng liêng mà Lý Thường Kiệt đã chọn làm nơi phòng ngự cuối cùng nhằm chặn đứng cuộc tiến công của địch vượt sông, chiếm lấy kinh đô Thăng Long. Ông đã sai đắp đê nam ngạn cao như một bức thành đất. Ngoài đê, đóng cọc tre mấy từng lớp để làm giậu. Quân Đại Việt đóng dọc theo sau lũy tre dài gần 100 km, sẵn sàng đón đánh, nếu quân Tống muốn qua sông. Đại bản doanh Đại Việt đóng ở Thiên Đức và Thăng Long. Còn thủy quân chia làm hai ngả: một do Lý Kế Nguyên đốc suất, giữ sông Đông Kênh (Vân Đồn), để chặn thủy quân Tống không để lọt vào nội địa; một, đóng ở Lục Đầu vùng Vạn Xuân để tùy cơ ứng biến.
Phòng tuyến của Đại Việt rất kiên cố, quân Tống không có thuyền để qua sông. Thủy quân không thể tới. Quân Tống bị chặn đứng ở bên kia sông Cầu. Quách Quỳ sai bắc cầu phao, đóng bè lớn, mỗi lần, chở được 500 quân sang sông, hết lớp này đến lớp khác, rầm rộ tiến công vào tuyến phòng thủ. Quân Đại Việt từ trên bờ cao đánh xuống quân Tống, phần bị chết, phần xin hàng, đạo quân đã qua sông hoàn toàn tan rã. Đã hai lần quân Tống vượt sông thì cả hai lần đều thất bại nặng nề, có dạo quân đến gần kinh thành Thăng Long nhưng bị chặn đứng tại phòng tuyến Kinh Bắc và bị đánh bật về.
Quách Quỳ chán nản, thất vọng, không dám nghĩ đến việc vượt sông nữa, và ra lệnh: "Ai bàn đánh sẽ bị chém". Hơn một tháng bị lún chân ở bờ bắc sông Như Nguyệt, quân Tống rơi vào tình trạng bi đát: lương thực ngày một vơi dần, đường tiếp vận quá xa xôi, phu phen thiếu thốn, lại bị chặn bít kín các ngả, không thể nào chuyển được lương thực tới nơi. Sau lưng, những toán quân nhỏ của Đại Việt vẫn không ngừng hoạt động quấy phá. Ngoài ra, thời tiết đang chuyển dần sang nóng nực – sức nóng dữ dội của mùa hè – không thích hợp với quân Tống. Số quân lính và phu vận chuyển mệt mỏi, chết dần chết mòn mất quá nửa, số còn lại cũng ốm đau. Lương ăn của 9 đạo quân đã cạn.
Thời cơ và hoàn cảnh rất thuận lợi để chuyển sang thế phản công. Hai hoàng tử Hoàng Châu và Chiêu Văn, theo kế hoạch đã vạch sẵn, dẫn 500 chiến thuyền, đổ bộ vài vạn quân đánh vào trận tuyến địch ở vùng sông Kháo Túc (đoạn sông Cầu gần núi Nham Biền) để nhử địch về hướng này, rồi kéo quân xuống thuyền trở về căn cứ, cuộc phục kích nhử địch thành công nhưng hai Hoàng tử bị trúng tên hi sinh. Một đêm không trăng sao, đại quân do Lý Thường Kiệt chỉ huy, mở cuộc phản công bất ngờ đánh úp vào doanh trại chính của địch. Quân Tống đại bại.
Sau cuộc thắng trận ở sông Như Nguyệt và khi đã nắm vững tình hình một cách chủ động, triều đình nhà Lý, thấy đã đến lúc đứng ra đặt vấn đề điều đình để gỡ thế kẹt cho địch, đồng thời nhằm chấm dứt chiến tranh: "Không nhọc tướng tá, khỏi tốn xương máu mà bảo toàn được tôn miếu, xã tắc".
Công việc thương lượng được tiến hành gấp. Quách Quỳ đang ở trong thế bí, vội vã nhận "giảng hoà", rút quân về nước. Tháng 3 năm 1077, Quách Quỳ ra lệnh rút quân. Quân Tống rút đến đâu, quân Đại Việt theo đến đó và thu hồi đất đai bị chiếm đóng ở các châu: Quang Lang, Môn, Tô Mậu, Tư Lang một cách nhanh chóng, dễ dàng. Riêng châu Quảng Nguyên, nơi sản xuất nhiều khoáng sản quý, nhà Tống toan tính chiếm làm thuộc địa. Nhưng Đại Việt nhất quyết đòi. Cho mãi đến tháng 11 năm 1079, vua Tống phải trả lại châu Quảng Nguyên.
Cuộc chiến tranh xâm lăng do nhà Tống phát động với chủ ý thôn tính Đại Việt đã thất bại, làm hao tổn nhân mạng, vật lực, tài sản. Sau khi rút quân về nước, kiểm điểm lại: Lúc ra đi quân có 10 vạn, phu có 20 vạn, và 1 vạn con ngựa. Lúc trở về chỉ còn 23.400 người và 3.174 con ngựa. Phí tổn hết 5.190.000 lượng vàng, còn Toàn thư chép: "Khi quân ta đánh chiếm thành Ung Châu, giết hết 58.000 người. Cộng với số người chết ở các châu Khâm – Liêm lên đấn 10 vạn. Đấy là chưa kể số người bị quân ta bắt sống ở 3 châu ấy đem về"